# Paul Casimir-Perier
Pour les articles homonymes, voir Casimir et Périer.
Pour les autres membres de la famille, voir Famille Casimir-Perier.
Charles Fortunat Paul Casimir-Périer, né le 10 décembre 1812 à Paris où il est mort le 8 juin 1897, est un armateur, banquier et homme politique français.

## Biographie
Fils de Casimir Perier, il fut banquier à Paris et armateur au Havre, et resta étranger à la politique active jusqu'en 1877. À cette époque, lors des élections du 14 octobre, les républicains modérés de la 2e circonscription du Havre adoptèrent sa candidature, qui réunit 4 502 voix contre 4 954 à l'élu conservateur, Dubois. Mais, après l'invalidation de ce dernier, Paul Casimir-Périer se représenta, le 7 juillet 1878, et fut élu par 5 014 voix (8 255 votants, 11 933 inscrits), contre 3 132 au député sortant. Il siégea au groupe de la gauche républicaine, avec lequel il soutint le ministère Dufaure, et vota pour l'invalidation de l'élection Blanqui, et contre l'amnistie plénière. 
Réélu, le 21 août 1881, par 4 477 voix (8 844 votants, 11 943 inscrits), contre 4 328 à Dubois, Paul Casimir-Périer se montra favorable à la politique opportuniste des cabinets Gambetta et Ferry, et se prononça pour les crédits de l'expédition du Tonkin. Porté, le 4 octobre 1885, sur la liste opportuniste de la Seine-Inférieure, il fut élu, le 1er sur 12, député du département, par 80 949 voix (149 546 votants, 195 467 inscrits), reprit sa place dans la fraction la plus conservatrice de la majorité républicaine, vota contre l'expulsion des princes, appuya les cabinets Rouvier et Tirard, et opina, dans la dernière session, pour le rétablissement du scrutin d'arrondissement (11 février 1889), pour l'ajournement indéfini de la révision de la Constitution, pour les poursuites contre trois députés membres de la Ligue des patriotes, pour le projet de loi Lisbonne restrictif de la liberté de la presse, pour les poursuites contre le général Boulanger.
Il fut élu au Sénat le 4 janvier 1891, mais mourut en cours de mandat le 8 juin 1897.

## Sources
- Jean-Pierre Chaline, Anne-Marie Sohn, Pierre Ardaillou, Dictionnaire des parlementaires de Haute-Normandie sous la Troisième République, 1871-1940, 2000
- « Paul Casimir-Perier », dans Adolphe Robert et Gaston Cougny, Dictionnaire des parlementaires français, Edgar Bourloton, 1889-1891 [détail de l’édition]
- « Paul Casimir-Perier », dans le Dictionnaire des parlementaires français (1889-1940), sous la direction de Jean Jolly, PUF, 1960 [détail de l’édition]